# Oreonetides quadridentatus
Oreonetides quadridentatus är en spindelart som först beskrevs av Jörg Wunderlich 1972.  Oreonetides quadridentatus ingår i släktet Oreonetides och familjen täckvävarspindlar. Inga underarter finns listade i Catalogue of Life.